# Amorf

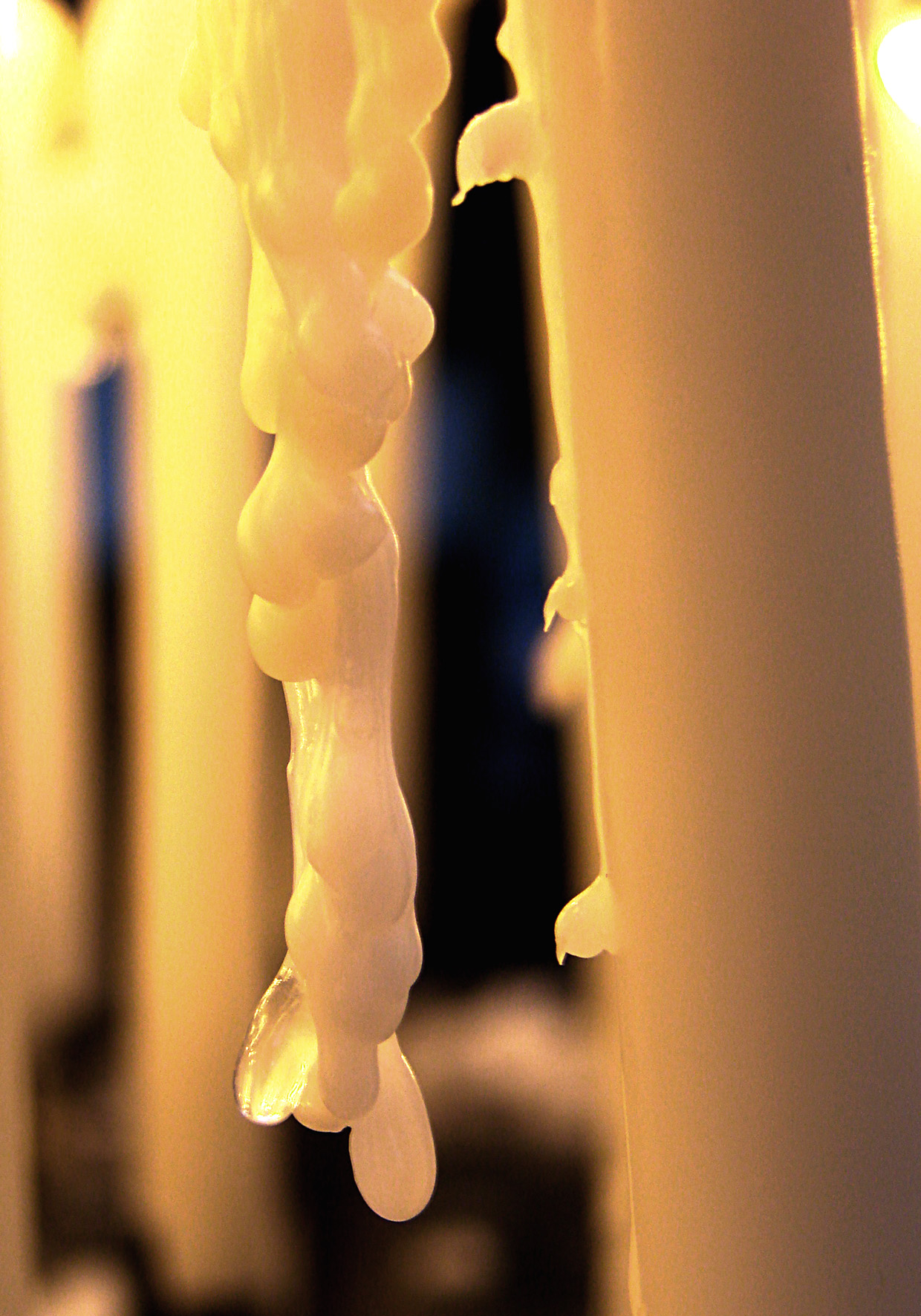
A lecsöpögő viasz amorf anyag

A szilárd halmazállapotú, de nem szabályos kristályos szerkezetű anyagokat nevezzük amorfnak. Maga a szó görög eredetű (άμορφος), durva fordítása: alaktalan, formátlan. Ezekben az anyagokban a kristályokra jellemző rendezettség, szabályosság hiányzik, ebből a szempontból szerkezetük inkább a folyadékokra hasonlít. A folyadékoktól viszont éppen a különösen magas viszkozitás különbözteti meg őket. Szerkezetükből az is következik, hogy egészen más tulajdonságaik lesznek, mint a kristályos változatoknak. Azonban a tisztán kristályos és tisztán amorf anyagok a környezetünkben előforduló anyagok esetében határesetet jelentenek. Még az olyan hírhedt amorf anyag is, mint az üveg, itt-ott tartalmazhat lokális kristályszerkezeteket és -kezdeményeket. Köztudott az is, hogy a polietilén gyártási eljárásától függően lehet többé-kevésbé kristályos. Másrészről a kristályos anyagok nagy része sem egyetlen kristály (úgynevezett egykristály), hanem sok kisebb-nagyobb kristályszemcse konglomerátuma (úgynevezett polikristály). E kristályszemcsék határai pedig ugyancsak bizonyos amorf jelleget kölcsönöznek az anyagnak.

## Tulajdonságok
Az amorf anyagok sok mindenben különböznek a kristályos anyagoktól. Például:
Nincs éles olvadáspontjuk, ugyanis ha az amorf szenet melegítjük, fokozatosan lágyulni kezd, a viszkozitás pedig rohamosan, sok nagyságrenddel csökken. A fázis viszont ugyanaz, akár szilárd, akár folyékony az anyag. Nincs fázisváltozás.
Jó áram- és hőszigetelők, ugyanis az elektronok nem tudnak elmozdulni, nincs delokalizált pi-kötés. Elektromos ellenállásuk és mechanikai szilárdságuk általában jóval nagyobb, mint a kristályos változataikéi.
Az amorf fémek (más néven fémüvegek) nagyon jól mágnesezhetők, korrózió és kopásállóságuk kimagasló.

## Amorf anyagok
Amorf anyag például a szurok, viasz, bitumen, paraffin, és a műanyagok többsége (borostyán és gumi), vagy az üveg. Ez utóbbinak nagyon sok változata van. Például a gyorsan kihűlt lávából keletkezett obszidián, a meteorok becsapódásakor keletkezett tektit, illetve a megkövesedett fa és viasz, más néven fa- és viaszopál.
Azonban a fémeknek is van amorf változatuk, a fémüveg. A fémüveg úgy készül, hogy olvadáspontig felhevítik a fémet, és egy gyorsan forgó, erősen hűtött hengerbe öntik az olvadékot. Akkor sikerül előállítani az igazi fémüveget, ha a hűlési sebesség 100000 Kelvin/másodperc. Azért változnak meg a fémek tulajdonságai, mert szinte az összes tulajdonságuk kristályrácsuk alapján értelmezhető. A kristályrács hiányában tehát újaknak kell megjelenniük.